# Anthurium pallidicaudex
Anthurium pallidicaudex är en kallaväxtart som beskrevs av Thomas Bernard Croat och M.M.Mora. Anthurium pallidicaudex ingår i släktet Anthurium och familjen kallaväxter. Inga underarter finns listade.